# Centre suisse de paraplégiques
Le Centre suisse des paraplégiques (CSP) est une clinique privée implantée à Nottwil, dans le canton de Lucerne. Elle est spécialisée dans les premiers soins et la rééducation intégrale des paralysés médullaires.
Le Centre suisse des paraplégiques est la plus grande des quatre cliniques spécialisées pour para- et tétraplégiques en Suisse, les trois autres étant situées à Bâle, Genève et Zurich. À l’heure actuelle, le CSP assure les soins de plus de 70 % de tous les paralysés médullaires en Suisse.

## Activités
En Suisse, le centre suisse des paraplégiques soigne et rééduque les deux tiers des victimes de lésions de la moelle épinière et de la colonne vertébrale dans le pays ,. En 2018, les 156 lits (et stations de soins intensifs) à disposition étaient occupés à 93%. Durant cette même année, ce sont 52'628 jours de soin qui ont été effectués pour 1205 patients stationnaires. La FSP employait alors 1231 personnes .

## Historique
Le Centre suisse des paraplégiques est créé par le docteur Guido A. Zäch en 1990 (également fondateur de la fondation suisse pour paraplégiques). Sa construction nécessite un financement total de 150 millions de francs suisses.
Le 30 septembre 2005, le CSP inaugure un institut de recherche clinique, l'Institut Guido Zäch. En octobre 2005, le centre organise et accueille le premier congrès international des organisations européennes d'entraide des paralysés médullaires.
En 2010, le CSP teste un lit intelligent pour la prévention et la thérapie des escarres,.

## Centre sportif
Le centre sportif accueille les rencontres en championnat national des Pilatus Dragons (équipe majeure du championnat suisse d'handibasket) et régulièrement des tours préliminaires voire des phases finales de Coupe d'Europe d'handibasket.